# ام پراوات
ام پراوات (به انگلیسی: Om Parvat) یک کوه در هند است که در بخش پتهورا گره واقع شده‌است. ام پراوات ۵٬۵۷۰ متر بالاتر از سطح دریا واقع شده‌است.